# Ітуано
«Ітуано» (порт. Ituano) — бразильський футбольний клуб, який базується в муніципалітеті Іту, штат Сан-Паулу. Заснований 24 травня 1947 року.